# Steve Bauer
Steve Bauer, celým jménem Steven Todd Bauer (* 12. června 1959 St. Catharines) je bývalý kanadský cyklista.
Původně se věnoval lednímu hokeji, ale kvůli drobné postavě se neprosadil a zaměřil se na cyklistiku – od roku 1977 byl členem kanadské dráhařské reprezentace, pak se začal věnovat také silniční cyklistice. Jako amatér byl mistrem Kanady v silničním závodě s hromadným startem v letech 1981, 1982 a 1983 a na dráze v bodovacím závodě v letech 1982 a 1983. Vyhrál v letech 1980 a 1983 Tour of Somerville, získal stříbrnou medaili v závodě jednotlivců na Hrách Commonwealthu v roce 1982 a skončil také druhý na Letních olympijských hrách 1984. Po olympiádě přestoupil k profesionálům a ještě v roce 1984 získal bronzovou medaili na světovém šampionátu. Na MS 1988 dojel na druhém místě, ale byl následně diskvalifikován pro nebezpečný způsob jízdy, na který doplatil pádem Belgičan Claude Criquelion.
Zúčastnil se devíti ročníků Tour de France a každý dokončil, nejlepším celkovým výsledkem bylo čtvrté místo v roce 1988. V roce 1988 vyhrál první etapu a jel pět dní ve žlutém trikotu, v roce 1990 vedl závod devět dní. Zvítězil také na Tour de Picardie 1988 a Züri-Metzgete 1989, byl druhý na Tour de Suisse 1988 a Paříž–Roubaix 1990. V roce 1990 obsadil sedmé místo v celkové klasifikaci Světového poháru.
Kariéru ukončil po Letních olympijských hrách 1996, kde obsadil 41. místo. U cyklistiky zůstal jako sportovní ředitel různých profesionálních týmů a majitel firmy Steve Bauer Bike Tours, je také veteránským mistrem Kanady ve stíhacím závodě.